# Papua Nya Guinea i olympiska sommarspelen 1992
Papua Nya Guinea deltog i de olympiska sommarspelen 1992 men ingen av landets deltagare erövrade någon medalj.

## Friidrott
Herrarnas 100 meter
- Bernard Manana
  - Heat — 11,35 (→ gick inte vidare)

Herrarnas 4 x 400 meter stafett
- Baobo Neuendorf, Kaminiel Selot, Selot Bernard och Manana Subul Babo
  - Heat — 3:13,35 (→ gick inte vidare)

Herrarnas 400 meter häck
- Baobo Neuendorf
  - Heat — 53,30 (→ gick inte vidare, ingen notering)

Damernas 10 000 meter
- Rosemary Turare
  - Heat — 42:02,79 (→ gick inte vidare)

## Segling
Herrarnas lechner
- Graham Numa
  - Slutligt resultat — 438,0 poäng (→ 43:e plats)